# Hexatoma bicolor
Hexatoma bicolor är en tvåvingeart som först beskrevs av Johann Wilhelm Meigen 1818.  Hexatoma bicolor ingår i släktet Hexatoma och familjen småharkrankar. Inga underarter finns listade i Catalogue of Life.